# Firmin Rogier
Firmin François Marie Rogier,  född den 1 april 1791 i Bryssel, död den 1 november 1875, var en belgisk diplomat, bror till Charles Rogier.
Rogier, som 1811 blev professor i Liège, deltog ivrigt i 1814 års händelser, i oppositionen mot kung Vilhelm I av Nederländerna och i 1830 års revolution. Därefter anställdes han vid belgiska ambassaden i Paris, där han 1848 blev ministre plénipotentiaire.